# Naval War College
Le Naval War College (NWC) est une institution de recherche et d'enseignement de l'US Navy spécialisée dans le développement d'idées pour la guerre navale et leur transmission aux cadres de la marine. Outre des programmes diplômants, le collège abrite différents symposiums et conférences.

## Histoire
Situé à Newport (Rhode Island), sur la Base navale de Newport, le collège a été créé le 6 octobre 1884. On donna à son premier président, le commodore Stephen Luce, l'ancien bâtiment de l'asile des pauvres de Newport. Parmi les quatre premiers professeurs, on trouve Tasker H. Bliss, futur chef d'état-major de l'armée, James R. Soley, adjoint du secrétaire à la Marine et le plus célèbre, le capitaine (plus tard contre-amiral) Alfred Thayer Mahan qui va être bientôt renommé pour l'étendue de sa pensée stratégique et son influence sur les leaders des différentes marines de par le monde. Malgré le prestige de Mahan, le Collège rencontrera longtemps le scepticisme des officiers de marine, habitués à conduire toutes les formations à bord des navires.
Le collège s'engagea dans l'élaboration de plusieurs wargames à partir de 1887 et devint un laboratoire pour le développement des plans de guerre. Pratiquement toutes les opérations navales américaines du XXe siècle ont été à l'origine conçues et « jouées » au NWC. L'un des plus célèbres de ces plans, fut le Global War Game, un effort pour modéliser à grande échelle une confrontation entre les États-Unis et l'URSS au temps de la guerre froide.

## Programmes des formations
Les principales formations proposées sont :  « Stratégie et politique », « Sécurité nationale et la prise de décision » et « Opérations militaires conjointes ». Des étudiants de toutes les branches militaires comme des militaires étrangers suivent ces cours pour l'obtention d'un Master of Arts.
Le Naval War College propose aussi deux formations internationales, « Naval Command College » (NCC) et « Naval Staff College » (NSC), spécialement conçues pour des officiers de marine d'autres nations.
Le NWC Press a édité un certain nombre d'ouvrages et publie le trimestriel Naval War College Review depuis 1948.

## Anciens étudiants
- Kat Cammack, femme politique américaine

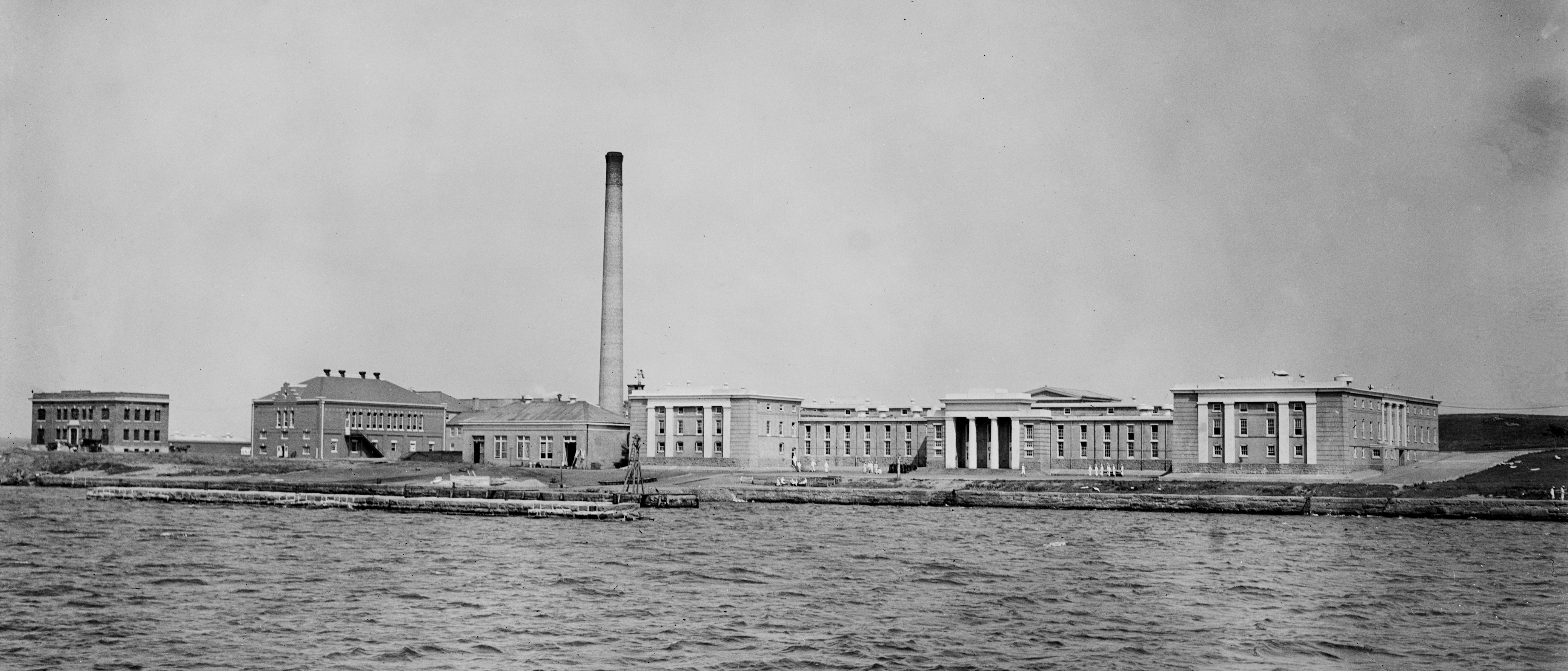
Naval War College à Newport.

## Source
- (en) Cet article est partiellement ou en totalité issu de l’article de Wikipédia en anglais intitulé « Naval War College » (voir la liste des auteurs).